# Balunda
Balunda fou un estat tributari protegit de l'Índia al Marwar. Era una tikhana del districte de Pali a Jodhpur. Fou fundat per Samvat by Rao Chandaji, quart fill de Rao Viramdevji de Merta el 1606. Fins a la incroporació a l'Índia van governar tretze sobirans i fins a l'actualitat setze. Els dos primera van portar el títol de rao i tots els demás el de thakur (noble).

## Llista de governants
- Rao CHANDA Ji
- Rao RAMDAS Ji
- Thakur JAGAT SINGH Ji
- Thakur MOKUM SINGH Ji
- Thakur HARI SINGH Ji
- Thakur VIJAY SINGH Ji
- Thakur ABAY SINGH Ji
- Thakur SHYAM SINGH Ji
- Thakur FATEH SINGH Ji
- Thakur SHIV SINGH Ji
- Thakur BAGH SINGH Ji
- Thakur JEVAN SINGH Ji
- Thakur ANOP SINGH Ji Saheb
- Thakur SHER SINGH Ji Saheb
- Thakur BHAWANI SINGH Ji Saheb
- Thakur Saheb Shri GOPAL SINGHJI